# 荒田 (鹿児島市)
荒田（あらた）は、鹿児島県鹿児島市の町丁。郵便番号は890-0054。人口は7,338人、世帯数は4,563世帯（2020年4月1日現在）。荒田一丁目及び荒田二丁目があり、荒田一丁目及び荒田二丁目の全域で住居表示を実施している。

## 地理
鹿児島市の中央部、甲突川下流域に位置している。町域の北方に高麗町、南方に鴨池、東方に下荒田、西方に上荒田町、郡元が接している。
町域の東端を鹿児島県道20号鹿児島加世田線が通っており、道路上に鹿児島市電谷山線が通っている。町域内には荒田八幡電停、騎射場電停が所在している。北西部には鹿児島市立荒田小学校、鹿児島税務署が所在している。

### 地価
住宅地の地価は、2014年（平成26年）1月1日の公示地価によれば、荒田2-17-8の地点で20万9000円/m2となっている。

## 歴史
1971年（昭和46年）7月1日に高麗・荒田地区において住居表示が実施されることとなった。これに伴い、上荒田町及び下荒田町（現在の下荒田）の一部より「荒田一丁目」、上荒田町及び鴨池町（現在の鴨池）、下荒田町（現在の下荒田）の各一部より「荒田二丁目」が設置された。

### 町域の変遷
| 実施後             | 実施年             | 実施前           |
| ------------------ | ------------------ | ---------------- |
| 荒田一丁目（新設） | 1971年（昭和46年） | 上荒田町（一部） |
| 荒田一丁目（新設） | 1971年（昭和46年） | 下荒田町（一部） |
| 荒田二丁目（新設） | 1971年（昭和46年） | 上荒田町（一部） |
| 荒田二丁目（新設） | 1971年（昭和46年） | 鴨池町（一部）   |
| 荒田二丁目（新設） | 1971年（昭和46年） | 下荒田町（一部） |

## 人口

### 丁目別
|            | 世帯数 | 人口  |
| ---------- | ------ | ----- |
| 荒田一丁目 | 2,478  | 4,081 |
| 荒田二丁目 | 2,085  | 3,257 |

### 国勢調査
以下の表は国勢調査による小地域集計が開始された1995年以降の人口の推移である。
| 年                 | 人口  |
| ------------------ | ----- |
| 1995年（平成7年）  | 7,479 |
| 2000年（平成12年） | 7,601 |
| 2005年（平成17年） | 7,712 |
| 2010年（平成22年） | 7,614 |
| 2015年（平成27年） | 7,986 |

## 施設

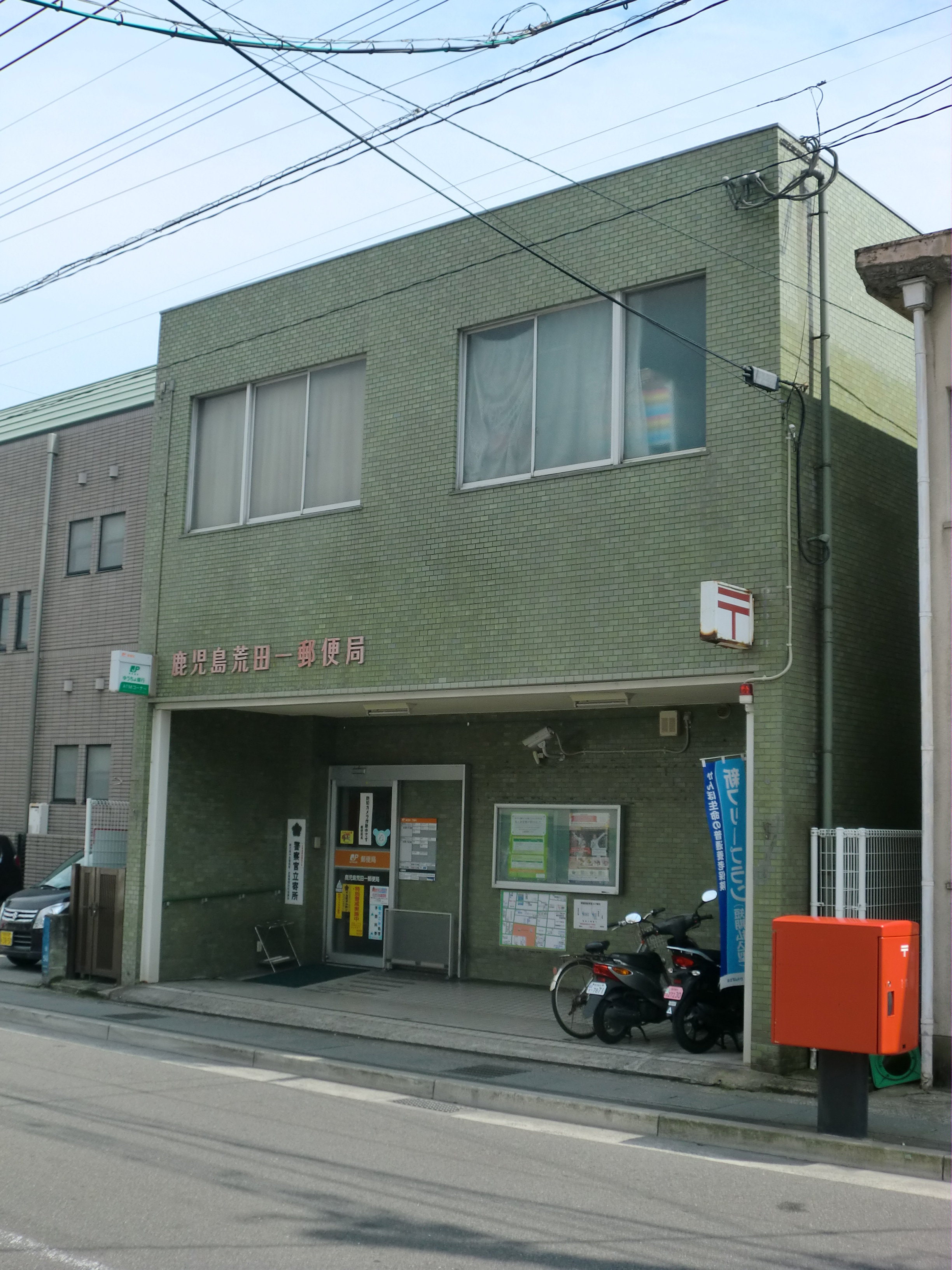
鹿児島荒田一郵便局

### 公共
- 鹿児島税務署[17]
- 生涯学習プラザ・男女共同参画センター（サンエールかごしま）[18][19]
- 荒田公園
- 騎射場公園

### 教育
- 南九州医療秘書福祉専門学校[20]
- 南洲ビジネスCocoro専門学校[20]
- 鹿児島市立荒田小学校[21]
- 聖母幼稚園[22]
- ルンビニ保育園[23]

### 郵便局
- 鹿児島荒田一郵便局[24]

### 寺社
- 西本願寺鹿児島別院荒田出張所
- 鴨池カトリック教会

## 小・中学校の学区
市立小・中学校に通う場合、学区（校区）は以下の通りとなる。
| 町丁       | 番・番地 | 小学校               | 中学校               |
| ---------- | -------- | -------------------- | -------------------- |
| 荒田一丁目 | 全域     | 鹿児島市立荒田小学校 | 鹿児島市立甲南中学校 |
| 荒田二丁目 | 全域     | 鹿児島市立荒田小学校 | 鹿児島市立甲南中学校 |

## 交通

### 道路
県道
- 鹿児島県道20号鹿児島加世田線

### 鉄道
鹿児島市交通局
- 荒田八幡電停 - 騎射場電停

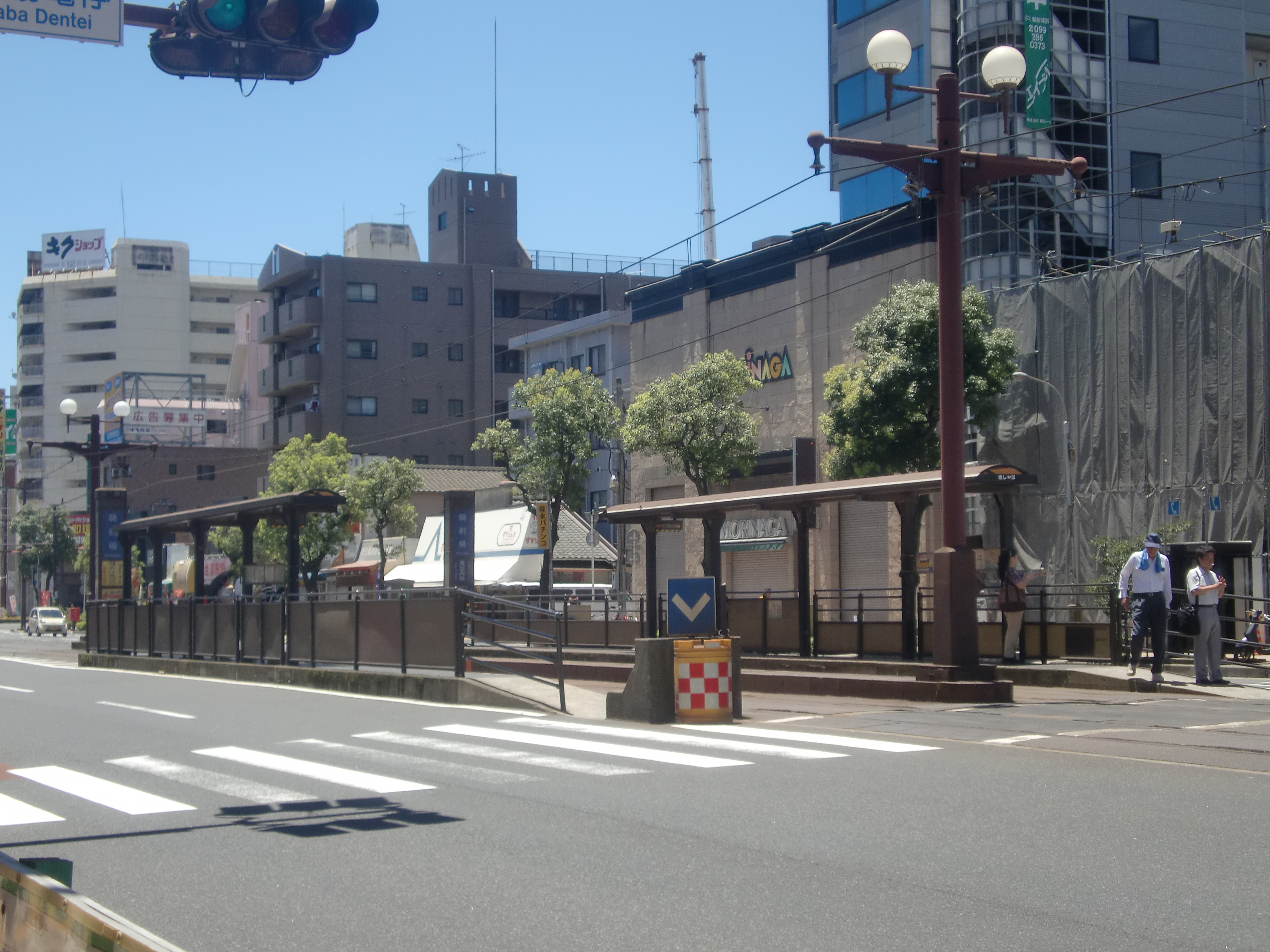
騎射場電停
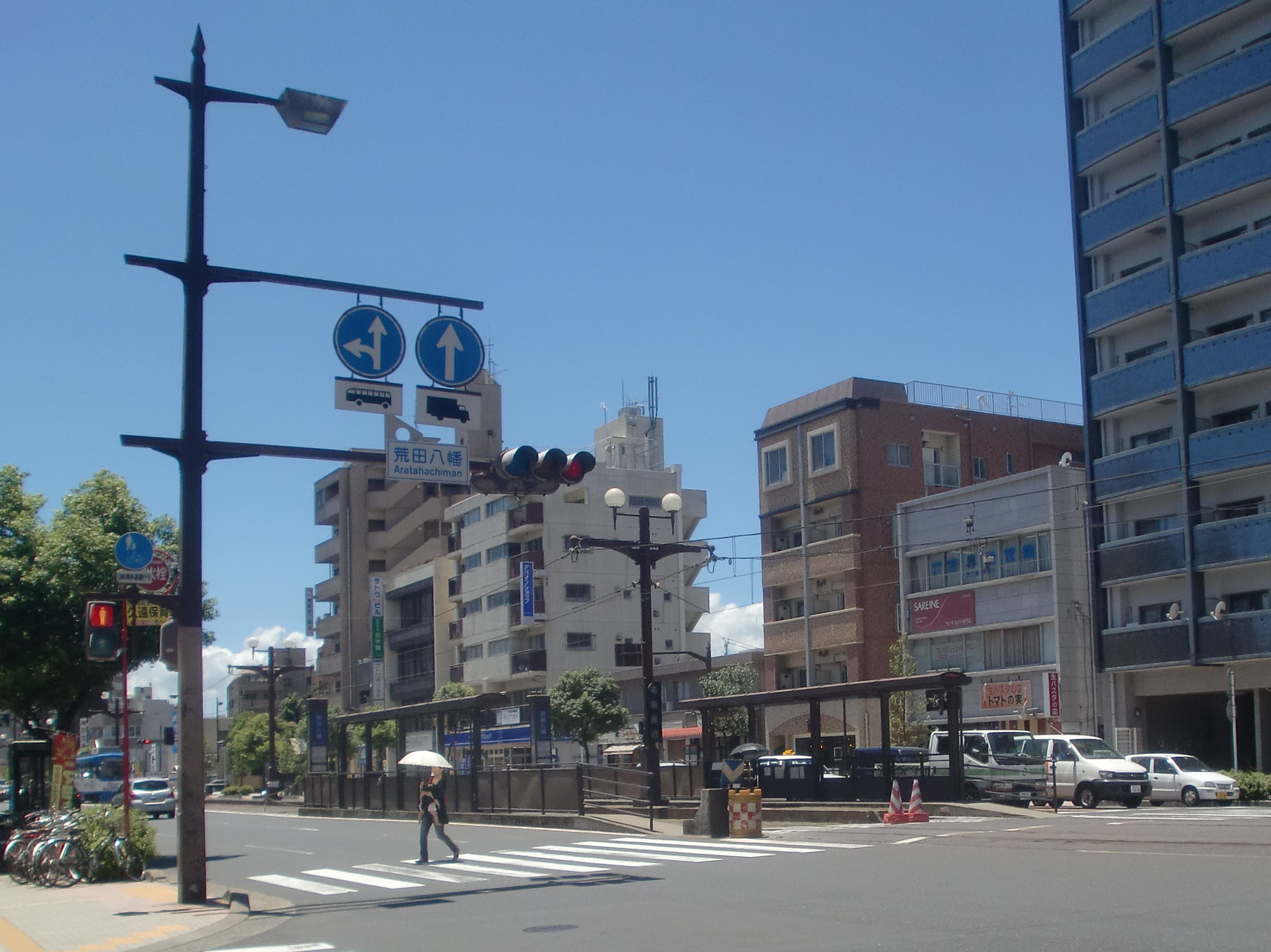
荒田八幡電停